# Marcus de Vogelaer jr.
Marcus de Vogelaer jr. (1589 – 1663) was een handelaar uit de Nederlanden.
Hij dreef handel op Rusland, Italië en de Levant. In 1631 had hij een fortuin van 40.000 gulden, zijn moeder Margriet van Valckenburg had in datzelfde jaar 300.000 gulden in haar bezit. De Vogelaer jr. en zijn moeder verzorgden een inleg van 12.000 gulden in de West-Indische Compagnie. De Vogelaer jr. gaf van alle bewindhebbers van de WIC het meeste steun bij de aanstelling van Everardus Bogardus als predikant in Nieuw-Nederland.

## Persoonlijk leven
Hij was de zoon van Marcus de Vogelaer. Zijn eerste echtgenote was Geertruid van Collen en zijn tweede echtgenote was Catharina de Velaer.